# Marijas klusums
Marijas klusums (englischer Festivaltitel Maria's Silence) ist ein lettisch-litauischer Spielfilm unter der Regie von Dāvis Sīmanis aus dem Jahr 2024. Der Film feierte im Februar 2024 auf der Berlinale seine Weltpremiere in der Sektion Berlinale Forum.

## Handlung
Das historische Drama handelt vom Leben der deutsch-lettischen Theater- und Stummfilmschauspielerin Marija Leiko. Sie hatte in Wien an der k.k. Akademie für Musik und darstellende Kunst studiert und an verschiedenen deutschen Theatern gespielt, auch mit Max Reinhardts Theater gab es eine Zusammenarbeit. Ihre Stummfilmkarriere begann 1917. Nach der Machtergreifung Hitlers 1933 kehrte Leiko nach Lettland zurück. Der Film legt den Schwerpunkt auf Leikos späte Jahre: 1937 wurde sie vom hochrangigen Geheimpolizisten Jēkabs Peterss in die UdSSR gerufen, ihre Tochter war bei der Geburt ihres Kindes gestorben. Sie blieb in Moskau, um sich um ihre Enkeltochter zu kümmern. 1937 hatte sie ein Engagement am lettischen Theater Skatuve in Moskau und arbeitete mit der Regisseurin Asja Lācis. Sie fand Zugang zur High Society des Sowjetregimes und erlangte ihren früheren Ruhm wieder. Aber sie wurde dort auch Zeugin von Stalins brutalem Vorgehen gegen Letten. Sie spielte auf der Bühne ein unschuldiges Opfer und wurde am Ende selbst zum Opfer. Sie hielt sich für unantastbar und stand doch vor der Entscheidung zwischen Reichtum und Ansehen auf der einen Seite und der Liebe zu ihrem Enkelkind auf der anderen. Sie musste zwischen ihren Idealen und der Anpassung an das Regime wählen. Die Lettische Operation, die die massenhafte Verhaftung und Hinrichtung von Personen lettischer Abstammung während des Großen Terrors 1937/1938 in der Sowjetunion beinhaltete, ist in Verbindung zur Gegenwart zu sehen.

## Produktion

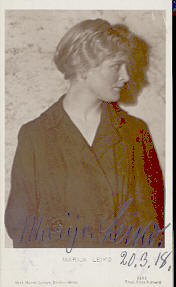
Marija Leiko

### Filmstab
Regie führte Dāvis Sīmanis. Der Regisseur sieht in der Geschichtsallegorie Marijas klusums die Möglichkeit, im Zusammenhang mit dem russischen Überfall auf die Ukraine seit 2022 und den innerrussischen Repressionen anhand von Leikos Leben aus der Geschichte zu lernen. Der Film zeige eines der wenig bekannten Kapitel der Geschichte des 20. Jahrhunderts und solle Überlegungen zur Beziehung zwischen Intellektuellen und Mächtigen anregen.
Das Drehbuch stammt von Dāvis Sīmanis, Tabita Rudzāte und Magali Negroni. Die Kameraführung lag in den Händen von Andrejs Rudzāts und für den Filmschnitt war Ieva Veiverīte verantwortlich. Die Musik stammt von Justinas Štaras und Paulius Kilbauskas.
In der Hauptrolle ist Olga Šepicka als Marija Leiko zu sehen.

### Produktion und Förderungen
Produziert wurde der Film von Gints Grūbe und Inese Boka-Grūbe. Produktionsfirma war die Mistrus Media aus Riga.

### Dreharbeiten und Veröffentlichung
Der Film feierte im Februar 2024 auf der Berlinale seine Weltpremiere in der Sektion Berlinale Forum.

## Rezeption
Auf kino-zeit.de schrieb Katrin Doerksen, das Ende des Films sei sehr schnell absehbar. Doch gelinge es dem Regisseur meisterhaft, „die zunächst fein säuberlich voneinander getrennten Realitätssphären nach und nach miteinander zu vermengen“. Marijas klusums sei ein „handwerklich nicht perfekt ausgereifter Film“, doch wachse er mit der Zeit.  Līga Požarska sprach auf cineuropa.org von einem Film, der viele historische Bezüge und eine komplexe Bildpoetik aufweise. Doch in seiner Machart sei er sehr konventionell.

## Auszeichnungen und Nominierungen
- 2024: Internationale Filmfestspiele Berlin

Bei der Berlinale wurde der Film mit dem Preis der Ökumenischen Jury in der Sektion Forum ausgezeichnet.